# Chott Meriem
Chott Meriem o Chott Meriam (àrab: شط مريم, Xaṭṭ Maryam) és una localitat del Sahel tunisià, situada als afores i al nord de Sussa. Adscrita a la governació de Sussa i a la delegació d'Akouda, el municipi, creat el 2016 i dividit en dues circumscripcions, Chott Meriem i El Fokaïa, es troba al nord de les localitats de Sussa i Hammam Sousse i al sud d'Hergla. La localitat turística de platja de Port El-Kantaoui hi és a prop.

## Economia
Coneguda per la seva platja, és una destinació popular durant l'estiu, amb moltes famílies que hi lloguen cases al costat de la platja. Gràcies a les condicions climàtiques, Chott Meriem també és conegut com a centre agrícola.

## Infraestructures
Hi ha l'Institut Superior Agronòmic de Chott Meriem.
El 7 de juliol de 2023 s'hi va inaugurar una depuradora experimental d'aigües residuals.

## Administració
Constitueix la municipalitat o baladiyya homónima, amb codi geogràfic 31 28 (ISO 3166-2:TN-12), creada el 2016 i dividida en dues circumscripcions o dàïres:
- Chott Meriem (31 28 11)
- El Fokaïa (31 28 12)

També forma part de la delegació o mutamadiyya d'Akouda, amb codi geogràfic 31 56 (ISO 3166-2:TN-12), de la qual constitueix dos sectors o imades:
- Chott Meriam (31 56 53)
- El Fokaïa (31 56 55)